# A Farewell to Kings
A Farewell to Kings (рус. «Прощание с королями») — пятый студийный альбом канадской рок-группы Rush, выпущенный Anthem Records 29 августа 1977 года. Альбом достиг 11-го места в Канаде и ознаменовал рост международной фан-базы группы, став их первым альбомом, вошедшим в Top 40 в США и Великобритании.
После достижения критического и коммерческого пика с 2112 и гастролей в поддержку альбома, Rush решили впервые записать продолжение за пределами Торонто и обосновались в Rockfield Studios в Уэльсе после своего дебютного европейского тура. A Farewell to Kings отмечен тем, что группа расширила свое звучание за счёт большего использования синтезаторов и того, что каждый участник играл на большем количестве инструментов, чем раньше, и имела длинные и короткие треки, такие как 11-минутный «Xanadu» и менее 3-минутный «Closer to the Heart», оба из которых стали фаворитами на концертах. Заключительная научно-фантастическая тема «Cygnus X-1 Book I: The Voyage» заканчивается клиффхэнгером, который завершается на следующем альбоме Hemispheres.
Альбом A Farewell to Kings получил в целом положительный приём от критиков. «Closer to the Heart» был выпущен как первый сингл альбома, который достиг 36-го места в Великобритании. Rush поддержали альбом своим самым масштабным туром на тот момент, выступая хедлайнерами на крупных площадках по всей Северной Америке и Европе на протяжении более 140 концертов. Ремастеринговое издание к 40-летию с бонус-треками и миксом объёмного звука 5.1 было выпущено в 2017 году.

## Об альбоме
A Farewell to Kings был записан в июне 1977 года в Rockfield Studios, Уэльс, Великобритания. Диск стал первым альбомом Rush, получивший статус Золотого (англ. Gold-selling album, продано 500 тыс. копий), а потом и статус Платинового (англ. Platinum, продано 1 млн копий).

## Список композиций
Все тексты написаны Нилом Пиртом, кроме указанных, вся музыка написана Алексом Лайфсоном и Гедди Ли, кроме указанных.
| №  | Название                        | Текст песни        | Музыка            | Длительность |
| -- | ------------------------------- | ------------------ | ----------------- | ------------ |
| 1. | «A Farewell to Kings»           |                    | Ли, Лайфсон, Пирт | 5:51         |
| 2. | «Xanadu»                        |                    |                   | 11:08        |
| 3. | «Closer to the Heart»           | Пирт, Питер Телбот |                   | 2:53         |
| 4. | «Cinderella Man»                | Ли                 |                   | 4:21         |
| 5. | «Madrigal»                      |                    |                   | 2:35         |
| 6. | «Cygnus X-1 Book I: The Voyage» |                    | Ли, Лайфсон, Пирт | 10:25        |

## Участники записи
- Гедди Ли — бас-гитара, гитара, клавишные, вокал
- Алекс Лайфсон — гитара
- Нил Пирт — ударные
- Терри Браун — голос на «Cygnus X-1 Book I: The Voyage»

## Хит-парады
Billboard (Северная Америка)
| Год  | Хит-парад              | Позиция |
| ---- | ---------------------- | ------- |
| 1977 | Billboard’s Pop Albums | 33      |